# Patriarcha Etiopii
Patriarcha Etiopii – głowa Etiopskiego Kościoła Ortodoksyjnego.

## BiskupiAksum
- 330 lub ok. 340–? – Abba Selama I Kesatay Birhan (św. Frumencjusz)
- Minas
- Abreham
- Petros
- Abba Afse
- ok. 500 – Qozmos
- Euprepius
  - ok. 537–562 – wakat

## MetropoliciAksum i całej Etiopii
- ok. 620 – Qerellos
- ok. 820–840 – Yohannes
- Yaqob I
- Salama Za-'Azeb
- Bartalomewos
- Petros 
  - od ok. 940 do ok. 970 – wakat
- Daniel
- Fiqtor
- Abdun, elekt
- 1077–1092 – Sawiros
- Giyorgis I
- Mikael I
- Yaqob II
- Gabra Krestos
- Atnatewos
- 1206–1209 – Mikael II
- ok. 1209-1225 – Yeshaq
- ok. 1225 – Giyorgis II
- św. Tekle Haymanot
- ok. 1300 – Yohannes (XIII?)
- ok. 1337–1344 – Yaqob (III?) 
  - 1344–1348 – wakat
- 1348–1388 – Salama II
- 1398/1399–1436 – Bartalomewos
- 1438–1458 – Mikael i Gabriel 
  - 1458–1481 – wakat
- 1481– ok. 1520 – Yeshaq
- 1481– ok. 1530 – Marqos (VII?)
- ok. 1536– ok. 1545 – Jan Bermudez, ogłosił się patriarchą Etiopii i Aleksandrii
- ok. 1545–? – Endyras
- 1557–1577 – Andre de Oviedo, biskup katolicki
- ?–1606 – Petros (VI?)
- 1607–1622 – Szymon
- 1622–1632 – Alfonzo Mendez, patriarcha katolicki 
  - 1632–1633 – wakat
- ok. 1634 – Rezek
- ok. 1635 – Marqos (VIII?)
- ok. 1640–1672 – Krestodolos II
- 1672–1687 – Sinoda
  - 1687–1689 – wakat
- 1689–? – Marqos (IX?)
- 1640–1699 – Abba Mikael
- 1694–1716 – Marqos X 
  - 1716–1718 – wakat
- ok. 1718–1745 – Krestodolos III
  - 1745– ok. 1747 – wakat
- ok. 1747–1770 – Yohannes XIV
- 1770–1803 – Yosab III 
  - 1803– ok. 1808 – wakat
- ok. 1808 – Makarios
  - ok. 1808–1816 – wakat
- 1816–1829 – Kyrillos III (Qerellos)
  - 1829–1841 – wakat
- 1841–1866 – Salama III 
  - 1866–1868 – wakat
- 1868–1876 – Atanasios
- 1876–1889 – Petros VII
- 1889–1926 – Mattheos X
- 1926–1936 – Qerellos IV
- 1936–1939 – Abraham
- 1939–1945 – Yohannes XV
- 1945–1950 – Qerellos IV (ponownie)
- 1951–1959 – Basilios

13 lipca 1948 Etiopski Kościół Ortodoksyjny otrzymał autokefalię od koptyjskiego patriarchy Aleksandrii. W 1959 otrzymał niezależność i własnego patriarchę.

## Arcybiskupi Aksum i patriarchowie całej Etiopii
- 1959–1970 – Abune Basilios
- 1971–1976 – Abune Theophilos
- 1976–1988 – Abune Tekle Haymanot
- 1988–1991 – Merkorios (następnie patriarcha na uchodźstwie, od 2018 do swojej śmierci w 2022 wspólnie z Mathiasem)[1]
- 1991–2012 – Paweł I
- od 2013 – Maciej I (w latach 2018–2022 wspólnie z patriarchą Merkoriosem)[1]